# ريكاردو بيرتازولو
ريكاردو بيرتازولو (بالإيطالية: Riccardo Bertazzolo)‏ (4 يوليو 1903 – 4 مارس 1975) هو ملاكم إيطالي راحل، مثّل بلاده في الألعاب الأولمبية الصيفية 1924.

## روابط خارجية
ريكاردو بيرتازولو على موقع بوكس ريك (الإنجليزية) (registration required)
- ريكاردو بيرتازولو على موقع أوليمبيديا (الإنجليزية)